# Jaskinia w Żytniej Skale Górna
Jaskinia w Żytniej Skale Górna, Schronisko Górne w Żytniej Skale – jaskinia w Żytniej Skale we wsi Bębło w województwie małopolskim, w powiecie krakowskim, w gminie Wielka Wieś. Znajduje się na Wyżynie Olkuskiej w obrębie Wyżyny Krakowsko-Częstochowskiej.

## Opis jaskini
Jaskinia znajduje się na szczycie wzniesienia. Okrągły otwór o średnicy 1 m znajduje się na poziomie terenu, pod nim jest studzienka o głębokości około 1,5 m. Na południowy zachód odchodzi od niej szczelina, a na północ główny, poziomy korytarz. Początkowo ma szerokość do 2 m i wysokość 0,5 m, potem osiąga wysokość 1,3 m, ale zwęża się. W odległości około 5 m od studzienki korytarz zaczyna lekko opadać, a przy jego ścianie leży duży głaz. Korytarz skręca na północny zachód, jego wysokość zmniejsza się do 40 cm, a szerokość do 1 m. Kończy się prowadzącym ku powierzchni zawaliskiem na północną stronę.
Jaskinia wytworzona została w skałach pochodzących z jury późnej. Powstała w warunkach freatycznych – świadczą o tym myte ściany oraz kotły wirowe i nyże na ścianach i stropie. Posiada nacieki jaskiniowe w postaci mleka wapiennego i grzybków naciekowych. Namulisko jest gliniaste z dodatkiem gruzu wapiennego i ma ciemnobrązową barwę.
Światło słoneczne dociera jedynie do studzienki, korytarz jest ciemny. Wokół otworu wejściowego i na dnie studzienki rosną rośliny i mchy, a na ścianach studzienki glony. Jaskinia jest wilgotna i istnieje w niej przepływ powietrza. Wyczuwalny jest szczególnie w zimie – wówczas z otworu wydobywa się silny strumień cieplejszego powietrza. Ze zwierząt obserwowano w jaskini muchówki, komary i pajęczaki.

## Historia eksploracji i dokumentacji
Jaskinię odkopał Andrzej Górny na początku lat 70. XX wieku. Później została zasypana i przez kilkadziesiąt lat była niedostępna. Potem została ponownie odkopana. W 1986 r. wymieniają ją A. Górny i M. Szelerewicz jako Schronisko Górne w Żytniej Skale. Podają długość 7 m. We wrześniu 2017 r. T. Siwecki sporządza plan i opis jaskini. 

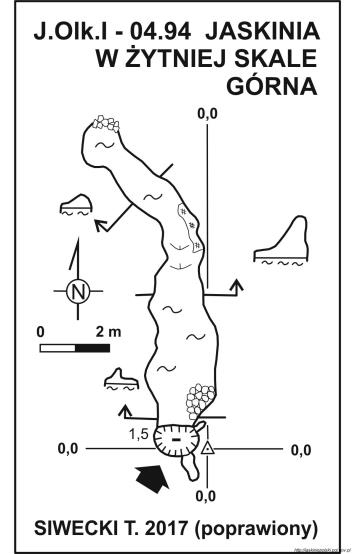
Plan

## Jaskinie i schroniska Skały Żytniej
W Skale Żytniej znajduje się blisko siebie 6 schronisk i dwie jaskinie:
- Jaskinia pod Agrestem,
- Jaskinia w Żytniej Skale Górna (długość 13 m),
- Schronisko Dolne w Żytniej Skale (długość 10,5 m),
- Schronisko Małe w Żytniej Skale (Jaskinia Mała) – pierwsze od zachodniej strony,
- Schronisko nad Dolnym w Żytniej Skale (długość 4,7 m),
- Schronisko Przechodnie w Żytniej Skale (Jaskinia Przechodnia). Ma długość kilkunastu metrów, wysokość pozwalającą na swobodne przejście i dwa otwory; jeden główny i drugi, boczny i mniejszy. Otwory te połączone są z sobą tunelem,
- Schronisko Wysokie w Żytniej Skale (Jaskinia Wysoka), z dużą komorą o wysokim sklepieniu i wielkim głazem w otworze wejściowym,
- Schronisko za Stodołą w Żytniej Skale (długość 6,50 m)[3].